# Daniel L. Schacter
Daniel Lawrence Schacter (* 17. Juni 1952) ist ein US-amerikanischer Psychologe.
Er ist Professor an der Harvard University.
Er studierte  an der University of North Carolina at Chapel Hill und wurde 1981 an der University of Toronto zum PhD promoviert. Sein Doktorvater war Endel Tulving.
Sein Forschungsgebiet ist das Gedächtnis.

## Auszeichnungen
- 1991: Troland Research Award
- 1996: Mitglied der American Academy of Arts and Sciences
- 2005: NAS Award for Scientific Reviewing
- 2013: Mitglied der National Academy of Sciences

## Schriften (Auswahl)
- Buch: The Seven Sins of Memory: How the Mind Forgets and Remembers. (2002)
  - dt. Ausg.: Aussetzer : wie wir vergessen und uns erinnern. Bergisch Gladbach: Lübbe, 2005. ISBN 978-3-7857-2206-0.
- Buch:  Searching for memory: The brain, the mind, and the past. Basic Books, 2008.
  - dt. Ausg.: Wir sind Erinnerung. Gedächtnis und Persönlichkeit. Rowohlt, 1999, ISBN 3-498-06324-3.
- Buch:  Forgotten Ideas, Neglected Pioneers: Richard Semon and the Story of Memory. Psychology Press, 2012, ISBN 978-1-135-89731-4.
- Schacter, Daniel L., James Eric Eich, and Endel Tulving: Richard Semon's theory of memory. Journal of Verbal Learning and Verbal Behavior 17.6 (1978): 721-743.
- Tulving, Endel, and Daniel L. Schacter: Priming and human memory systems. Science 247.4940 (1990): 301-306.
- Buckner, Randy L., Jessica R. Andrews‐Hanna, and Daniel L. Schacter: The brain's default network: anatomy, function, and relevance to disease. Annals of the new York Academy of Sciences 1124.1 (2008): 1-38.
- Schacter, D. L., Addis, D. R., Hassabis, D., Martin, V. C., Spreng, R. N., & Szpunar, K. K. (2012). The future of memory: remembering, imagining, and the brain. Neuron, 76(4), 677-694.
- Schacter, Daniel L., Randy L. Buckner, and Lars Nyberg. Endel Tulving (1927–2023). Neuron 111.22 (2023): 3502-3504.